# 1561 aux échecs
| Années des échecs : 1558 - 1559 - 1560 - 1561 - 1562 - 1563 - 1564    |
| Décennies des échecs : 1530 - 1540 - 1550 - 1560 - 1570 - 1580 - 1590 |

Cet article présente les faits marquants de l'année 1561 aux échecs.

## Événements majeurs
- Publication du livre de Ruy Lopez[1], qui propose la « règle des 50 coups », et utilise pour la première fois le terme de « gambit ».